# Spelyngochthonius beieri
Spelyngochthonius beieri är en spindeldjursart som beskrevs av Giulio Gardini 1994. Spelyngochthonius beieri ingår i släktet Spelyngochthonius och familjen käkklokrypare. Inga underarter finns listade i Catalogue of Life.